# Douvrin-motor

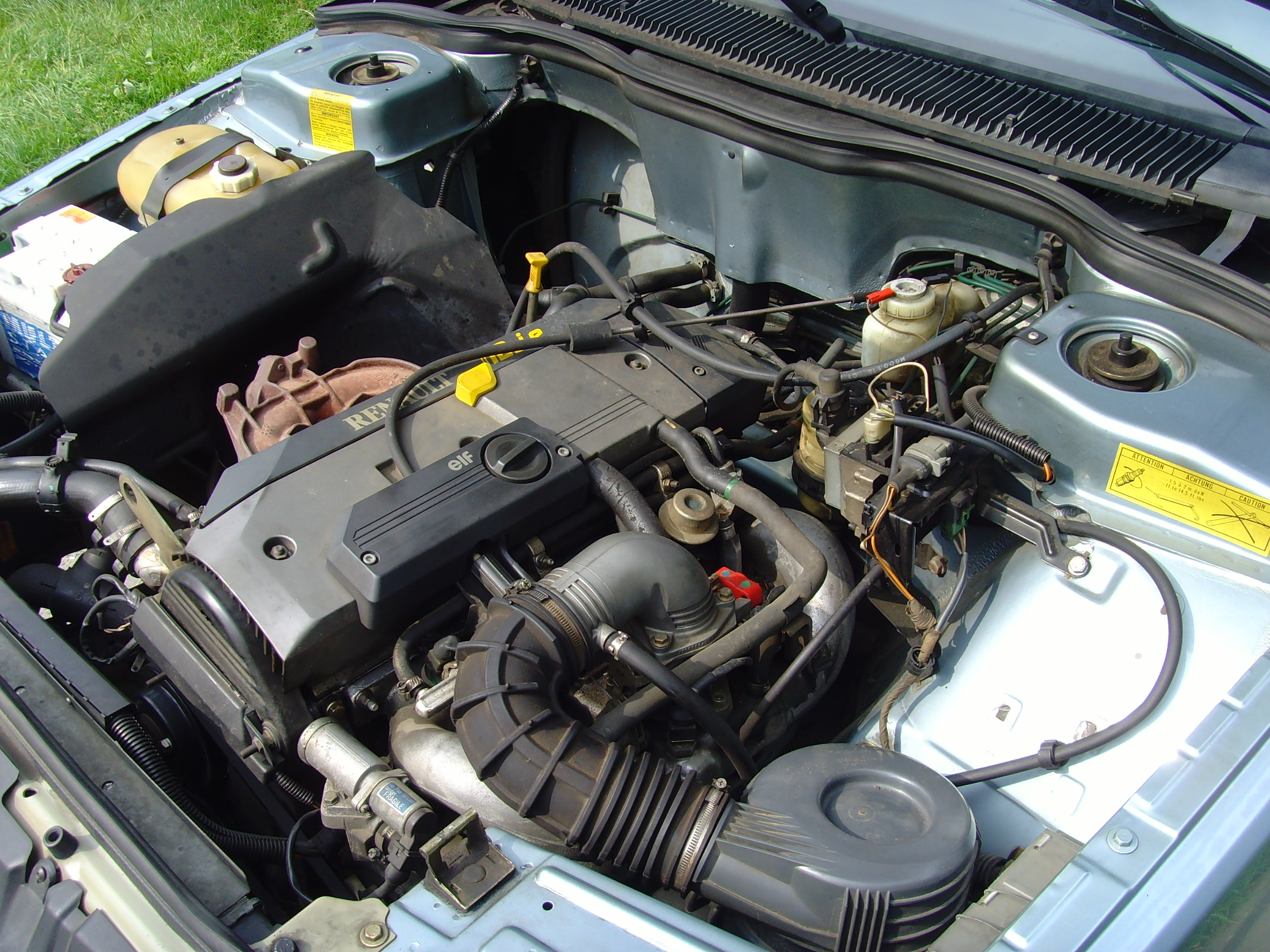
Renault 25 TI

De Douvrin-motor was een viercilinder aluminium lijnmotor, ontwikkeld in de vroege jaren zeventig en geproduceerd van 1977 tot 1996 door Française de mécanique in de Franse stad Douvrin. In dezelfde fabriek werd ook de V6 PRV-motor gebouwd, die soms als Douvrin-V6 wordt aangeduid. Deze motor is ontworpen door ingenieur Jean-Jacques His (vader van de Formule 1 -motoren van Renault en Ferrari).

## 2.0 liter benzinemotor
De 2.0 liter (1995 cc) benzinemotor was een overvierkant ontwerp met een enkele bovenliggende nokkenas, 88 mm boring x 82 mm slag. De motor was verkrijgbaar in diverse varianten, van 90 pk tot 175 pk (met turbo).
De volgende auto's zijn met de 2.0 liter Douvrin-motor uitgerust geweest:
- Citroën CX
- Renault 18
- Renault 20
- Renault 21
- Renault 25
- Renault Safrane
- Renault Espace
- Renault Fuego
- Renault Trafic
- Peugeot 505

## 2.2 liter benzinemotor
De 2.2 liter (2165 cc) versie werd afgeleid van de 2.0 door de slag te verlengen van 82 naar 89 mm, waardoor het een ondervierkant ontwerp werd. De meeste onderdelen, inclusief de cilinderkop, waren gelijk aan de 2.0 liter versie. De motor is in iets minder varianten geproduceerd, van 100 pk tot 140 pk.
Dit type motor wordt vaak verward met de Simca Type 180, die 2155 cc inhoud had.
De volgende auto's zijn met de 2.2 liter Douvrin-motor uitgerust geweest:
- Citroën CX
- Renault Fuego
- Renault Espace
- Renault 20
- Renault 21
- Renault 25
- Renault Safrane
- Renault Master
- Peugeot 505

## 2.1 liter dieselmotor
De 2.1 liter (2068 cc) dieselmotor werd afgeleid van de 2.0 liter versie door de boring te verkleinen van 88 naar 86 mm en de slag te verlengen van 82 naar 89 mm. Gietijzeren cilindervoeringen werden gebruikt om de hogere druk van de dieselmotor te kunnen weerstaan. De cilinderkop was uiteraard ook specifiek, van het voorkamertype, gevoed door een mechanische brandstofpomp.
Deze motor is alleen door Renault gebruikt in drie versies, 65 pk zonder turbo, 88 pk met turbo en 92 pk met turbo en was verkrijgbaar in de volgende auto's:
- Renault 18
- Renault 20
- Renault 21
- Renault 25
- Renault 30
- Renault Fuego
- Renault Safrane
- Renault Espace
- Renault Trafic
- Renault Master